# 데인트리 열대우림

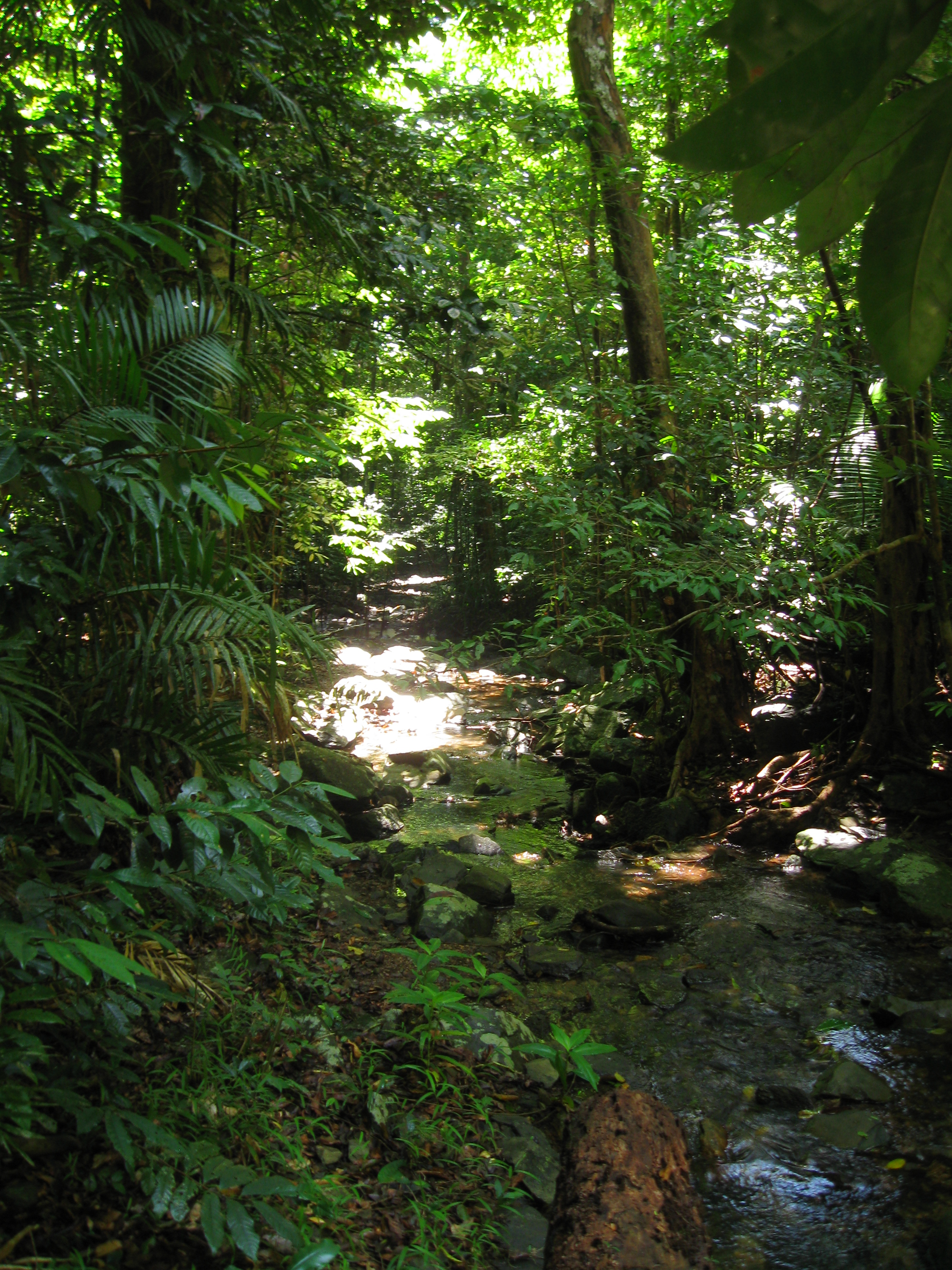
데인트리 열대우림

데인트리 열대우림(영어: Daintree Rainforest)은 호주의 퀸즐랜드주의 동북쪽 해안 지역이며, 모스맨과 케언즈 북쪽에 위치해 있다. 대략 1200 제곱킬로미터 (460 제곱마일)이며, 데인트리는 호주 대륙에서 가장 큰 연결된 열대 우림 지역의 한 부분이다. 데인트리 열대우림은 케언즈 지역을 가로지르는 퀸즐랜드 열대우림의 열대 습윤 지역의 한 부분이다. 퀸즐랜드 열대 습윤 지역(데인트리가 한 부분인)은 세계에서 가장 오래되었고 살아남은 연결된 열대 우림이다. 데인트리 강의 북쪽 해안선을 따라, 열대 우림이 바다의 바로 앞까지 뻗어져 있다.
2009년, Q150 행사의 일부분으로 데인트리 열대우림이 ‘자연 명소’의 역할로 퀸즐랜드 Q150 상징 중 하나로 선정되었다.

## 역사와 설명

### 데인트리 열대우림에 대하여
데인트리 열대우림은 한때 호주 대륙 전체를 덮은 거대한 숲이었다. 1억 2천만 년의 기후변화를 살아남은 흔치 않은 경우지만 이로 인해 축소되어 대륙의 일부 지역에만 숲이 남게 되었다.
데인트리 열대우림은 호주 지질학자이자 사진작가인 리처드 데인트리(1832-1878)의 이름을 따서 지어졌다.
이 지역에는 데인트리 국립 공원, 국유림(State Forest)의 일부 지역, 그리고 주거 공동체를 포함한 일부 사유지가 포함된다. 페닌슐라 산맥 북쪽의 사유 토지의 일부는 1500만 달러의 보존 목적을 가진 정부의 계획에 따라 판매가 되었으며, 여기서의 정부는 주 정부(케언즈 주 의회)를 의미하고 주 정부는 동일한 양의 기여를 했고, 前 더글러스 셔 의회, 주 (퀸즐랜드) 호주 연방정부가 포함된다. 2011년 5월을 기준으로 이 지역의 72%는 환매가 되거나 보상금이 제공되었다. 이 열대 우림의 환매 지역은 퀸즐랜드 공원과 와일드라이프 서비스가 구매한 토지의 215 블록을 포함하며, 13 블록은 민간 보존 기관이 구매하였다.
데인트리 열대우림에는 호주의 개구리, 파충류, 유대목 동물의 30%가 있으며, 호주의 박쥐, 나비 종의 90%가 살고 있다. 호주 조류의 7%가 이 지역에서 발견된다. 이 열대우림에는 12,000종이상의 곤충 종류가 있다. 이러한 생물 다양성은 호주 대륙의 0.12%를 차지하는 이 지역에서만 찾을 수 있다. 숲의 일부분은 데인트리 국립 공원에 의해 보호가 되고 데인트리 강으로 흘러간다. 강줄기의 북쪽 길을 따라서는 울창한 숲 지역이 있고, 이 고대 생태계에 대한 영향을 최소화하는 방식으로 설계되었다.

## 같이 보기
- 케이프요크반도